# Англо-руски поморски рат
Англо-руски поморски рат вођен је од 1807. до 1812. године између Уједињеног Краљевства и Руске империје. Овај рат део је Наполеонових ратова.
После завршетка рата у Прусији и Пољској, руски цар Александар, тајним анексом уз уговор о миру склопљеним у Тилзиту 8. јула 1807. године обавезао се Наполеону да ће приступити континенталној блокади, објавити рат Великој Британији и у савезу са Француском извршити поход на Индију. Као повод за рат послужио је британски напад на Данску августа 1807. године. Руска влада није прихватила британска објашњења већ је у октобру прекинула дипломатске односе, а у новембру јој објавила рат. Непријатељства су почела у новембру када су Британци у Портсмуту запленили и руску фрегату и транспортни брод. Ескадру вицеадмирала Дмитрија Сењавина од 9 линијских бродова и једне фрегате коју је прекид односа затекао на маршу за Балтичко море, Британци су блокирали и запленили у Лисабону, а посади дозволили да се копном врати у домовину.
Велика Британија упутила је 1808. године Шведској, тада у рату са Русијом помоћ у Балтичко море. У току Англо-руског рата дошло је до неколико мањих бојева на мору. Значајнији је онај између англо-шведске и руске флоте 14. августа 1808. године код Балтијског Порта. У тежњи да Русију одвоји од Француске, Велика Британија је избегавала заоштреније сукобе. Британска Краљевска ратна морнарица свела је операције на крстарички рат и блокирала руске ратне бродове у неутралним лукама. Руска морнарица је своја дејства ограничила на заштиту лука и дужобалског поморског саобраћаја. Рат је Русији наносио знатне економске штете; племство и трговачка буржоазија негодовали су против тилзитског уговора због тајног Наполеоновог помагања Турске у рату са Русијом 1806-1812. године, а и због оснивања Варшавског војводства и очигледних француских покушаја да се Русија изолује и завади с Прусијом и Аустријом. Отворене Наполеонове претње зближиле су Русију и Велику Британију, а после Наполеоновог напада на Русију, 14. јула 1812. године, склопљен је уговор о миру у Еребру 16. јула 1812. године којим се Велика Британија обавезала да Русији пружи помоћ у борби против Наполеона, а Русија да своје луке отвори Британцима.